# Driefontein
Driefontein (littéralement "Trois fontaines" en afrikaans) est un site minier située en Afrique du Sud. C'est l'une des plus grandes mines d'or du monde, produisant 35,7 tonnes d'or par an et exploitée par la compagnie minière Goldfields, première société aurifère d'Afrique du Sud et la troisième au monde derrière la canadienne Barrick Gold et l'américaine Newmont Mining.
Driefontein est la première des mines d'or d'Afrique du Sud, devant Kloof, qui produit 28,4 tonnes d'or par an et Beatrix, qui extrait 18 tonnes d'or par an. La mine est proche du site historique de la bataille de Driefontein, qui fut une bataille de la deuxième Guerre des Boers tenue le 10 mars 1900. La victoire britannique ouvrit la voie à la capture de la capitale de l'État libre d'Orange Bloemfontein le 13 mars.
En 1996, c'était la plus grande mine d'or du monde, par la production.